# (1615) Bardwell
(1615) Bardwell ist ein Asteroid des Hauptgürtels, der am 28. Januar 1950 am Goethe-Link-Observatorium der Indiana University entdeckt wurde.
Der Asteroid ist nach dem US-amerikanischen Astronomen Conrad Bardwell benannt.